# Marcel Hamon (homme politique)
Pour les articles homonymes, voir Marcel Hamon et Hamon.
Pour l’article ayant un titre homophone, voir Marcel Amont.
Marcel Hamon, né le 14 avril 1908 à Plufur (Côtes-du-Nord) et mort le 26 février 1994 à Créteil, est un homme politique français. Membre du Parti communiste français, il a été député des Côtes-du-Nord sous la Quatrième République, maire de Plestin-les-Grèves, conseiller général du canton de Plestin-les-Grèves et conseiller régional de Bretagne.

## Biographie
Fils d'ouvriers agricoles, originaire des Côtes-du-Nord, Marcel Hamon devient professeur de philosophie en 1931, année de son adhésion au Parti communiste français.
Il est candidat aux élections cantonales à Plestin-les-Grèves en 1934, puis aux législatives de 1936 dans la circonscription de Lannion.
Durant la Seconde guerre mondiale, il est responsable de l'Organisation spéciale en Maine-et-Loire (1941-1942). Recherché en raison de ses activités, il est condamné à mort par contumace le 10 mars 1943 par le tribunal militaire allemand d'Angers. Il devient responsable national du « Service B », service de renseignements des Francs-tireurs et partisans (1943-1944), puis responsable FTPF de 14 départements de l'Ouest en juin 1944 avec le grade de colonel, sous le pseudonyme de « Courtois ».
Il est secrétaire de Maurice Thorez de novembre 1944 à avril 1945, et en contact avec les plus hauts dirigeants du Parti communiste. En 1945, il adhère à l'ANACR, dont il devient membre du bureau national (1956 et 1964), et, en 1961, à l'ARAC.
Marcel Hamon est député des Côtes-du-Nord de 1945 à 1951 puis de 1956 à 1958 , maire de Plestin-les-Grèves de 1971 à 1977 et brièvement à nouveau en 1983, conseiller général de 1973 à 1979. Il est membre au Conseil régional de Bretagne de 1976 à 1979.
Il est l'auteur d'une adaptation de L'Internationale en breton.

### Vie privée
Marcel Hamon se marie en 1930 avec Madeleine Libouban, institutrice, qui est arrêtée le 16 décembre 1942 à Saumur par la milice et la police d’Angers. Déportée à Ravensbrück le 28 avril 1943, elle est rapatriée le 11 avril 1945.
Le couple a un fils, Marcel-Jean, né en 1931.

## Distinctions
- Chevalier de la Légion d'honneur
- Croix de guerre 1939–1945
- Médaille de la Résistance française
- Croix du combattant volontaire de la guerre de 1939–1945